# 莫爾豪斯 (紐約州)
莫爾豪斯（英語：Morehouse）是一個位於美國紐約州漢密爾頓縣的鎮。

## 人口
根據2020年美國人口普查的數據，莫爾豪斯的面積為504.45平方千米，當中陸地面積為494.85平方千米，而水域面積為9.60平方千米。當地共有人口92人，而人口密度為每平方千米0人。